# إدجار أوبلانس
العقيد إدجار أوبلانس  (بالإنجليزية: Edgar O'Ballance)‏ (ولد في 17 يوليو 1918- 28 يوليو 2009) هو ضابط بريطاني وصحفي وباحث ومحاضر أكاديمي متخصص في العلاقات الدولية والقضايا الدفاعية.
خدم إدجار في الجيش البريطاني حتى عام 1948 حيث عمل صحفيًّا لوكالة أنباء أمريكية حتى عام 1962 وخلال عمله كصحفي غطى أكثر من 20 حربًا ونزاعًا مسلحًا حول العالم، وكتب العديد من المقالات حول العلاقات الدولية، لديه مايقارب 40 مؤلفًا، والعديد من المقالات الدفاعية وعن العلاقة الدولية، كان عضوًا في المعهد الدولي للدراسات الإستراتيجية.